# 洛紐波科 (夏威夷州)
洛紐波科（英語：Launiupoko）是位於美國夏威夷州茂宜縣的一個人口普查指定地區。

## 地理
洛紐波科的座標為20°51′00″N 156°38′16″W / 20.85000°N 156.63778°W，而該地最高點為海拔高度159米（即522英尺）。

## 人口
根據2010年美國人口普查的數據，洛紐波科的面積為13.81平方千米，當中陸地面積為13.80平方千米，而水域面積為0.01平方千米。當地共有人口588人，而人口密度為每平方千米42.58人。